# Peter Crouch
Peter James Crouch (Macclesfield, 30. siječnja 1981.) je bivši engleski nogometaš. Igrao je pet godina za englesku nogometnu reprezentaciju, 42 puta, postigavši za to vrijeme 22 gola. Jedan je od 29 igrača koji su postigli 100 ili više golova u Premier ligi i drži rekord s najviše golova glavom u povijesti Premier lige. 

Crouch je karijeru započeo u Tottenham Hotspuru. Nije uspio nastupiti za prvi tim Spursa te se nakon posudbe u Dulwich Hamletu i švedskom klubu IFK Hässleholm pridružio Queens Park Rangersu. Nakon ispadanja QPR-a na kraju sezone 2000-2001, Portsmouth F.C. ga je kupio u transferu vrijednom 1,5 milijuna funti. Imao je dobru prvu sezonu u Fratton Parku, a nakon što je postigao 19 golova za klub, pridružio se Aston Villi u ožujku 2002. za 5 milijuna funti. Imao je relativno loše nastupe u Villi, pa je 2003. posuđen Norwich Cityju prije nego što je prešao u Southampton F.C., gdje se vratio u formu, što ga je u konačnici potaknulo da se pridruži Liverpoolu u srpnju 2005. godine. Tamo je postigao značajan uspjeh, osvojivši FA kup i FA Community Shield 2006. godine, a također i srebrnu medalju u UEFA Ligi prvaka 2007. godine. 
Nakon što je u tri sezone na Anfieldu postigao 42 gola, Portsmouth F.C. je ponovno kupio Croucha za 11 milijuna funti, gdje je uspostavio učinkovito partnerstvo s kolegom Jermainom Defoeom. Proveo je samo jednu sezonu u Portsmouthu i otišao u Tottenham Hotspur, gdje se ponovno povezao s Defoeom i Harryjem Redknappom. Postigao je važan pogodak za Tottenham protiv Manchester Cityja čime je klub osvojio mjesto koje vodi u UEFA Ligu prvaka. Zabio je sedam golova u deset europskih utakmica za Spurse u sezoni 2010–11, ali nije uspio održati formu u Premier ligi. Pridružio se Stoke Cityju u kolovozu 2011., uz rekordnu klupsku naknadu od 10 milijuna funti. U svojoj prvoj sezoni sa Stokeom postigao je 14 golova i osvojio klupsku nagradu za igrača godine. Crouch je proveo sedam i pol godina sa Stokeom, postigavši 62 gola prije nego što se pridružio Burnleyju u siječnju 2019. godine. Povukao se iz svijeta nogometa u srpnju 2019. nakon isteka ugovora.

## Vanjske poveznice
|  | Zajednički poslužitelj ima još gradiva o temi Peter Crouch |